# Synodontis ansorgii
Synodontis ansorgii és una espècie de peix de la família dels mochòkids i de l'ordre dels siluriformes.

## Morfologia
Els mascles poden assolir els 27,6 cm de llargària total.

## Distribució geogràfica
Es troba a Àfrica: Guinea Bissau, Sierra Leone i Guinea.